# Prinz-Karl-Kaserne
Die Prinz-Karl-Kaserne ist eine ehemalige Kaserne im Augsburger Stadtteil Hochfeld. Ende des 19. Jahrhunderts ursprünglich für die Bayerische Armee errichtet, wurde sie nach dem Ende des Zweiten Weltkrieges zunächst von der US-Garnison Augsburg und ab Ende der 1960er-Jahre von der Bundeswehr genutzt. Heute befindet sich auf dem Gelände das nach der Kaserne benannte Prinz-Karl-Viertel.

## Geschichte

Die Prinz-Karl-Kaserne auf einer kolorierten Postkarte von 1911

Die Kaserne wurde ab 1882 für das 3. Königlich Bayerische Infanterie-Regiment errichtet, das seit 1806 in Augsburg stationiert war. Anlass zum Bau war eine Typhus-Epidemie in den bisherigen Truppenunterkünften in den Klostergebäuden von Heilig Kreuz und St. Salvator. Ein Teil der für die Kaserne vorgesehenen Fläche – damals noch am Rande der Stadt gelegen – war eigentlich als Erweiterungsfläche für den Protestantischen Friedhof vorgesehen. Der offizielle Truppeneinzug in die Kaserne erfolgte am 8. November 1884. 1898 wurde im Kasernenhof anlässlich des 200-jährigen Jubiläums des Regiments ein Denkmal errichtet.
In den folgenden Jahrzehnten wurde das Kasernengelände durch verschiedene Anbauten erweitert, die unter anderem durch den Umzug des III. Bataillons des 20. Königlich Bayerischen Infanterie-Regiments von Lindau nach Augsburg erforderlich wurden. 1933 wurde das Jubiläumsdenkmal von 1898 umgestaltet und erneuert. Zwei Jahre nach der Nationalsozialistischen Machtergreifung vom 30. Januar 1933 erfolgte 1935 die Umbenennung in „Infanteriekaserne“. Bis zu einem Luftangriff am 16. März 1945 am Ende des Zweiten Weltkrieges wurde das Gelände durchgehend militärisch genutzt.
In den ersten Nachkriegsjahren befand sich die Nothilfe- und Wiederaufbauverwaltung der Vereinten Nationen (UNRRA), eine Organisation zur Rückführung und Versorgung von Flüchtlingen und Verschleppten, in den Gebäuden der Kaserne. Ab 1950 wurde das Gelände von der US-amerikanischen Armee genutzt, die es 1969 an die Bundeswehr übergab – in diesem Rahmen erfolgte auch die Rückbenennung in „Prinz-Karl-Kaserne“. Bis zum endgültigen Abzug der Bundeswehr im Jahr 1992 waren sämtliche Augsburger Bundeswehrdienststellen in Teilen der Kasernengebäude untergebracht, die restlichen Bauten wurden dem Verfall überlassen. 1994 erwarb die Stadt Augsburg das Gelände aus dem Besitz der Bundesrepublik und wandelte es in den folgenden Jahren in das 10,5 Hektar große, gleichnamige „Prinz-Karl-Viertel“ um.

## Namensgebung
Die Kaserne erhielt am 4. April 1885 durch König Ludwig II. von Bayern den Namen „Prinz-Karl-Kaserne“, womit er einem Wunsch des Obersts und Regimentskommandeurs von Parseval nachkam. Das hier untergebrachte 3. Infanterie-Regiment trug nämlich schon seit 1866 ebenfalls den Namen des Generalfeldmarschalls Karl Theodor Maximilian August Prinz von Bayern.